# Paraliparis murieli
Paraliparis murieli és una espècie de peix pertanyent a la família dels lipàrids.

## Hàbitat
És un peix marí i batidemersal que viu entre 500 i 600 m de fondària.

## Distribució geogràfica
Es troba a la mar Mediterrània: Espanya.

## Observacions
És inofensiu per als humans.